# Antonio Altoviti

Stemma Altoviti

Antonio Altoviti (Firenze, 9 luglio 1521 – Firenze, 28 dicembre 1573) è stato un arcivescovo cattolico italiano, figlio di Bindo Altoviti e arcivescovo di Firenze dal 1548 al 1573.

## Biografia
La sua nomina fu un aperto affronto ai Medici da parte di papa Paolo III. Gli Altoviti, e il padre di Antonio Bindo in particolare, furono una delle famiglie più ostili ai Medici, tanto che nel corso del Cinquecento essi vennero esiliati dalla città.
Antonio, che si trovava in quel periodo a Roma a causa appunto dell'esilio forzato, fu osteggiato apertamente da Cosimo I che gli proibì l'ingresso nei territori del Ducato di Toscana e che pose anche sotto sequestro tutte le rendite e i beni della mensa vescovile.

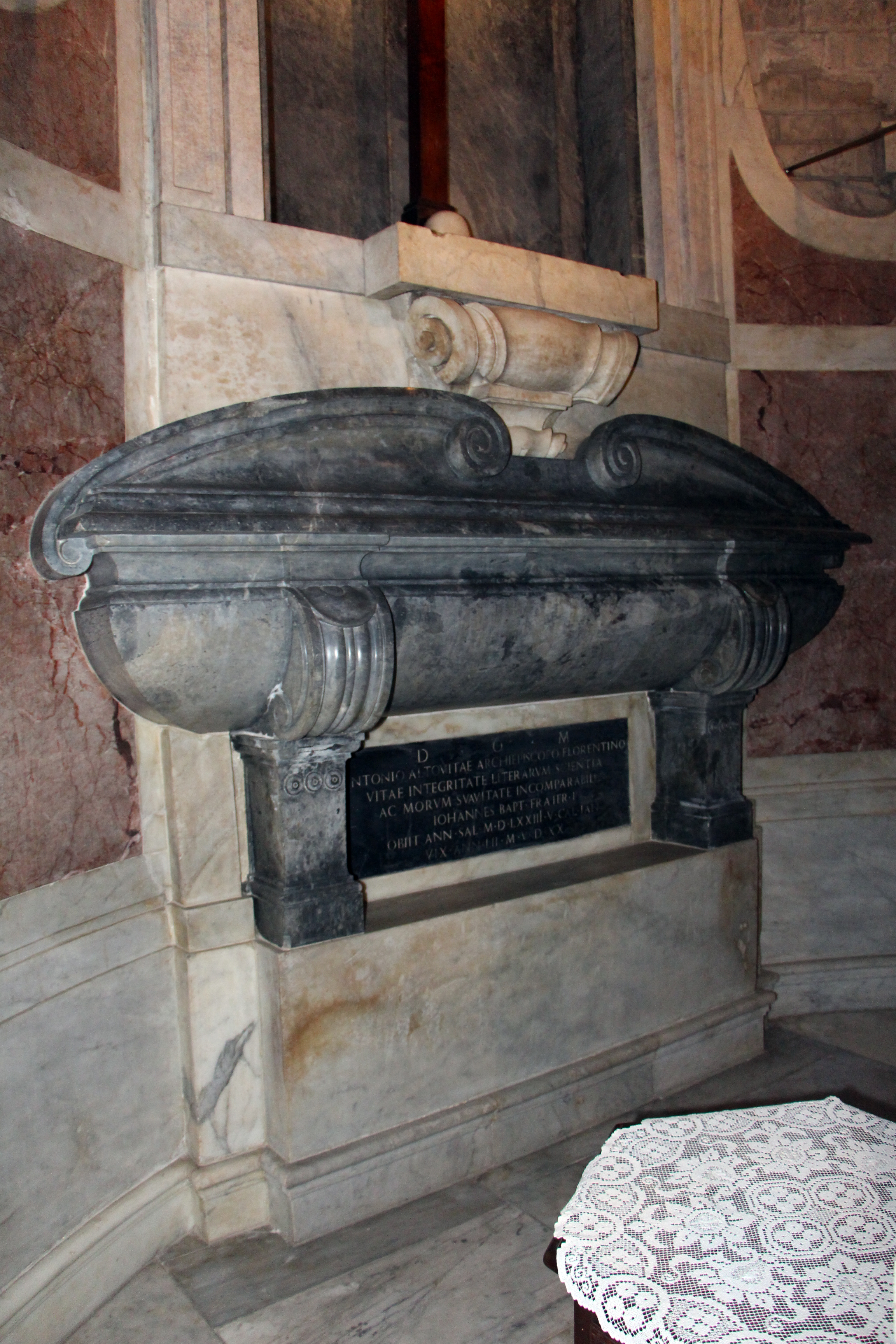
La tomba dell'arcivescovo Antonio Altoviti dietro l'altare della chiesa dei Santi Apostoli a Firenze.

Durante l'esilio Antonio si occupò di molti studi, prese parte al Concilio di Trento e dimorò per un periodo a Loreto, dove fece edificare una cappella dedicata a Santa Elisabetta.
Dopo la morte di Paolo III (1549) e l'avvicendarsi di altri papi, Cosimo I manifestò una politica di riavvicinamento al pontefice in previsione della sua richiesta per ottenere il titolo di granduca. In questo senso va inquadrato il perdono all'Altoviti (1565), dopo le numerose e reiterate raccomandazioni di Pio V, anche se l'arcivescovo, forse non fidandosi troppo delle promesse di Cosimo, prese possesso dell'arcidiocesi solo due anni dopo, con il suo ingresso ufficiale in città il 14 maggio 1567.
L'osservanza dei precetti del Concilio di Trento da parte del clero fiorentino era stata suggellata già dal 1565 e con l'arrivo dell'arcivescovo le riforme presero ancora maggior spinta. Nel 1569 si tenne un sinodo, dopo che l'Altoviti aveva compiuto una visita completa delle parrocchie della diocesi.
Nel 1573, in quanto metropolita, indisse un sinodo provinciale. Morì improvvisamente il 28 dicembre 1573. Fu sepolto nella chiesa di Santi Apostoli a Firenze, già di patrocinio dalla sua famiglia, in un monumento funebre opera di Giovanni Antonio Dosio e Giovanni Caccini.
La sua figura è stata oggetto di valutazioni opposte a seconda che ne parlassero cronisti di una o dell'altra fazione. Secondo lo scrittore filomediceo Ammirato egli non fu mai promosso a cardinale per via della sua avidità di ricchezze e per la sua poco virtuosa condotta morale, mentre secondo altri panegiristi egli fu un uomo di virtù dalla mirabile vigilanza pastorale, che egli volle anche sottolineare nel suo stemma raffigurante un cane che custodisce un gregge, con il motto "non dormit qui vigilat".
Venne sepolto in un monumento dietro la chiesa dei Santi Apostoli a Firenze, composto da una nicchia e due volute legate alle porticine laterali, sormontate dai busti di Carlo Magno e Oddo Altoviti, il mecenate della chiesa, opera di Giovanni Antonio Dosio e Giovanni Caccini.

## Genealogia episcopale
La genealogia episcopale è:
- Vescovo Bernardo Ruggieri
- Vescovo Gaspare Antonio de Monte, O.S.B.Cam.
- Vescovo Jean Lunel, O.Cist.
- Arcivescovo Antonio Altoviti

## Opere
Antonio Altoviti, I Quindici libri degli elementi di Euclide, di greco tradotti in lingua thoscana, Roma, 1545.